# Ovanåkers landsfiskalsdistrikt
Ovanåkers landsfiskalsdistrikt var 1918–1964 ett landsfiskalsdistrikt i Gävleborgs län, bildat när Sveriges indelning i landsfiskalsdistrikt trädde i kraft den 1 januari 1918, enligt beslut den 7 september 1917. Den 1 januari 1965 avskaffades i Sverige samtliga landsfiskaler och landsfiskalsdistrikt, och deras arbetsuppgifter delades upp på de nyskapade indelningarna polisdistrikt, åklagardistrikt och kronofogdedistrikt.
Landsfiskalsdistriktet låg under länsstyrelsen i Gävleborgs län.

## Ingående områden
När Sveriges nya indelning i landsfiskalsdistrikt trädde i kraft den 1 januari 1952 (enligt kungörelsen 1 juni 1951) införlivades Alfta landskommun från det upplösta Alfta landsfiskalsdistrikt. Samtidigt uppgick Voxna i Ovanåkers kommun genom kommunreformen som trädde i kraft samma datum.

### Från 1918
- Ovanåkers landskommun
- Voxna landskommun

### Från 1952
- Alfta landskommun
- Ovanåkers landskommun